# Michel Pensée
Michel Pensée Billong (sinh ngày 16 tháng 6 năm 1973 ở Yaoundé) là một cựu cầu thủ bóng đá Cameroon thi đấu ở vị trí hậu vệ. Anh từng thi đấu ở Cameroon, México, Hàn Quốc, Bồ Đào Nha, Nga, Nhật Bản và Anh. Anh từng ghi bàn cho MK Dons trước Barnsley. Anh là thành viên đội tuyển bóng đá quốc gia Cameroon tại World Cup 1998.

## Thống kê sự nghiệp
| Đội tuyển Cameroon | Đội tuyển Cameroon | Đội tuyển Cameroon |
| Năm                | Trận               | Bàn                |
| ------------------ | ------------------ | ------------------ |
| 1997               | 2                  | 0                  |
| 1998               | 2                  | 0                  |
| 1999               | 1                  | 0                  |
| 2000               | 1                  | 0                  |
| 2001               | 1                  | 0                  |
| Tổng cộng          | 7                  | 0                  |